# Бермерсхайм
Бермерсхайм (нем. Bermersheim) — община в Германии, в земле Рейнланд-Пфальц. 
Входит в состав района Альцай-Вормс. Подчиняется управлению Вестофен.  Население составляет 319 человек (на 31 декабря 2010 года). Занимает площадь 2,32 км².